# La Citadelle aveugle
La Citadelle aveugle est un album de bande dessinée de Mœbius. C'est une compilation de plusieurs histoires courtes.

## Synopsis

### Citadelle aveugle
Le chevalier Tornsoc voyage depuis sept mois sans avoir rencontré personne. Il croise une citadelle blanche et Frozz, le dernier elfe de la forêt, qui lui révèle une partie des mystères qui entourent cette citadelle.

### Deima
Deima doit fuir son campement pour échapper au danger.

### Ballade
Un voyageur parcourt une luxuriante forêt en lisant Fleur, un poème d'Arthur Rimbaud issu du recueil Illuminations. Il est observé par une sauvageonne qui lui sauve la vie.

### Absoluten calfeutrail
Lors de sa fuite, un homme tombe dans un trou. Sa chute va l'amener bien au-delà de ce qu'il aurait pu imaginer.

### La Tarte aux pommes
Lili, une fillette, est emmenée tous les mardis par son frère motard dans un bar où son innocence est confronté à une tout autre réalité. Ses découvertes lui ouvrent d'autres portes.

### Cauchemar blanc
Georges Barjout a un accident de voiture alors qu'il tente de renverser un arabe à cyclomoteur. Deux de ses amis veulent le venger. Le film court-métrage Cauchemar blanc, réalisé par Mathieu Kassovitz et sorti en 1991, est inspiré de cette bande dessinée.

### Comte de Noël Métal 77
Cette histoire en trois parties (Comte de Noël Métal 77.I. II et III) est parue à l'origine dans Métal hurlant en décembre 1977.

Des chasseurs traquent un gibier très rare : le lippon de Barascalpöe.

### Ktulu
Un PDG préside son conseil d'administration mais est pressé de l'expédier car il a rendez-vous avec le maître de chasse. Il part chasser le ktulu.

## Personnages principaux
- Tornsoc : chevalier aveugle
- Deima : bédouaine en fuite
- Georges Barjout : xénophobe rêveur

## Commentaires
La Citadelle aveugle est le quatrième volume de la série Mœbius parue en 1989-1990 dans la collection « Pied jaloux », dont faisaient également partie Le Garage hermétique, Escale sur Pharagonescia, The Long Tomorrow, Le Bandard fou, Les Vacances du Major et Arzach. Ces albums regroupent différents récits de l'auteur parus précédemment en albums isolés, dans la série Mœbius œuvres complètes ou dans le magazine Métal hurlant. Ils ont été réédités une décennie plus tard, avec une répartition des histoires modifiée.

## Éditions
- Les Humanoïdes Associés (collection « Pied jaloux »), 1989 : première édition